# Kampong Thom (provincie)
Kampong Thom (kambodžsky កំពង់ធំ [kɑmpʊəŋ tʰom], v překladu doslova „velký přístav“) je provincie ve středu Kambodže, která je mj. známa i jako rodiště Saloth Sara, který proslul pod přezdívkou Pol Pot. Nachází se tu však i významné předangkorské stavby Sambor Prei Kuk. Provincie má rozlohu 13 814 km² a zahrnuje 8 okresů. V provincii žije přibližně 682 tisíc obyvatel. Jejím správním městem je stejnojmenné město.